# La Case de l'oncle Tom (film, 1914)
Pour les articles homonymes, voir La Case de l'oncle Tom (homonymie).
Pour plus de détails, voir Fiche technique et Distribution.
La Case de l'oncle Tom (Uncle Tom's Cabin) est un film muet américain réalisé par William Robert Daly en 1914. 
Ce film est une adaptation cinématographique du roman La Case de l'oncle Tom de Harriet Beecher Stowe, paru en 1852.

## Synopsis
L'Oncle Tom et Eliza sont tous deux esclaves de la même maison dans le Kentucky.

## Fiche technique
- Titre : Uncle's Tom Cabin
- Réalisation : William Robert Daly
- Scénario : Edward McWade et George L. Aiken
- D'après le roman de : Harriet Beecher Stowe
- Photographie : Irvin Willat
- Pays d'origine :  États-Unis
- Durée : 54 minutes
- Format : muet, noir et blanc
- Date de sortie : 10 août 1914

## Distribution
- Sam Lucas : Oncle Tom
- Walter Hitchcock : George Shelby (enfant)
- Hattie Delaro : Mrs. Shelby
- Master Abernathy : George Shelby Jr
- Teresa Michelena : Eliza
- Irving Cummings : George Harris
- Paul Scardon : Haley
- Marie Eline : Petite Eva St. Clair
- Garfield Thompson : St. Clair
- Roy Applegate : Simon Legree
- Boots Wall : Topsy
- Fern Andra
- Irvin Willat : George Shelby, Jr. (adulte)